# Herman Hertzberger
Herman Hertzberger (Amsterdam, 6 juli 1932) is een Nederlands architect. Hij kreeg internationale bekendheid door zijn architectonische en theoretische bijdragen aan de architectuurstroming van het structuralisme. In 2012 ontving hij voor zijn oeuvre de prestigieuze Royal Gold Medal.

## Biografie
Hertzberger is de oudste zoon van de Amsterdamse arts Herman Hertzberger en verpleegster Margaretha Johanna Albertha Prins. Hij is de broer van violiste Jeannelotte Hertzberger en Paul Hertzberger. Hij studeerde aan de Technische Hogeschool in Delft, waar hij afstudeerde in 1958. Meteen na zijn studie zette hij zijn eigen bureau op. Van 1959 tot 1963 zat hij in de redactie van het tijdschrift Forum, samen met Aldo van Eyck, Jaap Bakema en anderen. Van 1959 tot 1969 was hij docent aan de Academie van Bouwkunst in Amsterdam, hoogleraar aan de TU Delft van 1970 tot 1999. Daarnaast vervulde hij vele gastdocentschappen aan verschillende onderwijsinstellingen in Europa, de Verenigde Staten en Canada.
Hertzberger is altijd trouw gebleven aan "Het verhaal van een andere gedachte", het manifest waarmee in 1959 een nieuwe redactie aantrad van het tijdschrift Forum. Die "andere gedachte" verzette zich tegen het bloedeloze functionalisme van de wederopbouw dat, aldus de redactie, tot een kille en fantasieloze architectuur had geleid. Meer dan architectuur en stedenbouw van functies stond zij een architectuur van (menselijke) relaties voor; een architectuur van ontmoeting en vervlechting.
Hertzberger nam dit principe in zijn eerste ontwerpen als uitgangspunt. Hij probeerde middels zijn ontwerpen altijd het ontmoeten van mensen te stimuleren en een meervoudig gebruik van de architectuur mogelijk te maken. De ontwerpfilosofie die hij daarbij hanteerde wordt ook wel structuralisme genoemd.

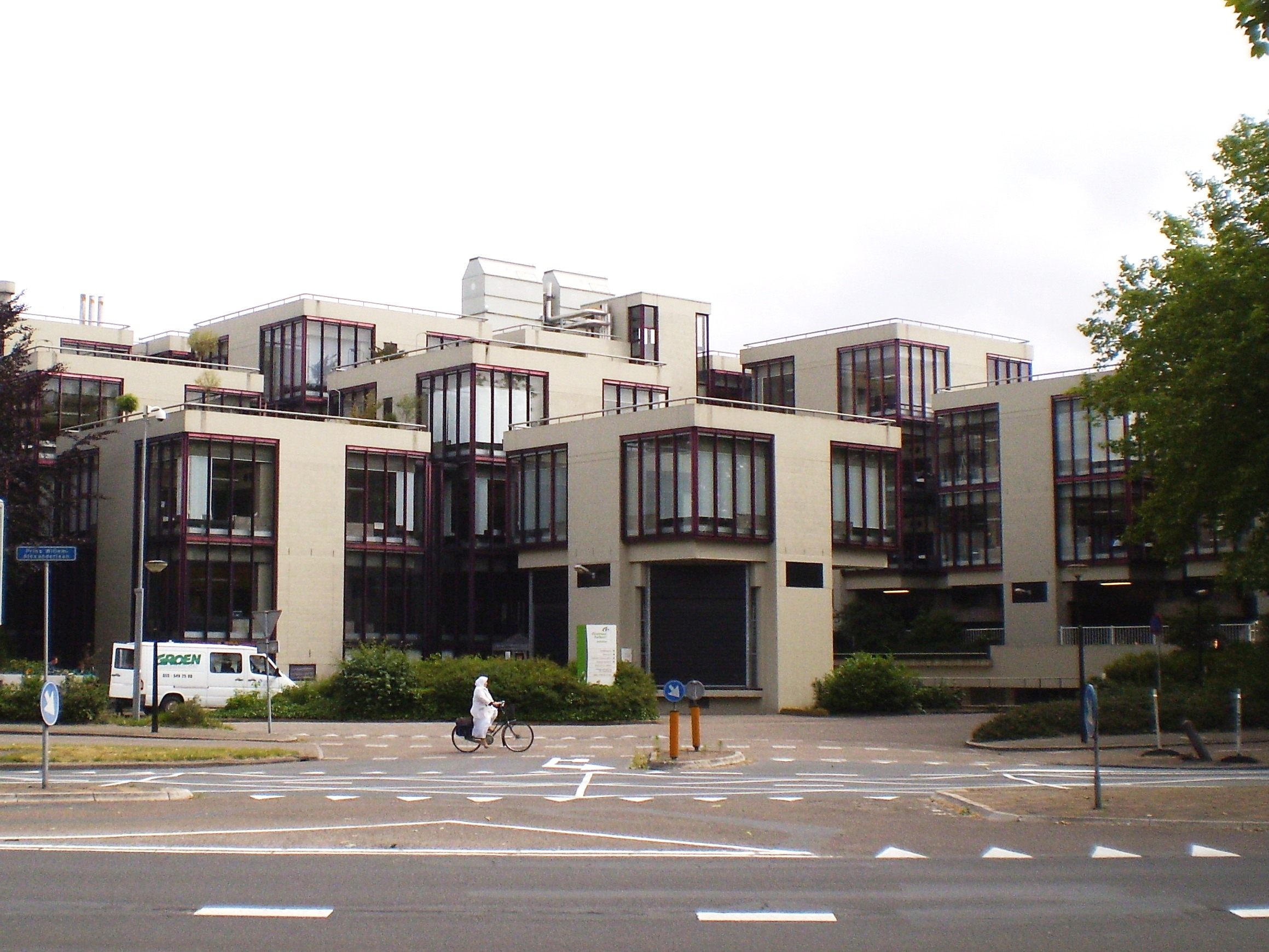
Het gebouw van Centraal Beheer in Apeldoorn

Het duidelijkst is dat te zien in zijn bekendste, destijds revolutionair ontwerp tussen 1967 en 1972 van het Centraal Beheergebouw in Apeldoorn. De realisatie van 1977 tot 1979 toonde een structuur die ruimte bood aan kleinere ontmoetings- en kantoorwerkplekken, die zowel horizontaal als verticaal in open verbinding met elkaar stonden. De centrale ruimte kreeg plaatselijk de bijnaam 'de Apenrots'. Dit is mogelijkerwijs een speelse verwijzing naar Apenheul, een dierentuin met apen, aan de rand van de stad gelegen. Het interieur oogde informeel ten opzichte van het zogenaamde cellenkantoor dat op dat moment gebruikelijk was. Centraal Beheer verliet het gebouw in 2012, omdat het op meerdere fronten, waaronder technisch, niet meer voldeed aan de eisen van deze tijd. Reeds in 2007 werd wat er met het gebouw moest gebeuren onderwerp van gesprek. Ruimtes voor scholen, tentoonstellingen, een hotel, ombouw tot een woningcomplex met daktuinen en diverse gemeenschappelijke functies kwamen voorbij. Het Hertzberger-pand ('De Rots') raakte in zwaar vervallen staat door jarenlange juridische strijd. Na een grondige opknapbeurt in het voorjaar van 2020 gebeurde er niets, totdat eind oktober 2021 bekend gemaakt werd dat er andere plannen voorliggen om het te behouden. Juist vanuit het uitgangspunt van Hertzberger – dat het gebouw voor meerdere functies gebruikt kan worden – kent het iconische pand meerdere mogelijkheden.
Het geheel opbouwen van het gebouw voor Centraal Beheer te Apeldoorn uit kleinere eenheden had tot gevolg dat er over die kleinste eenheid (de mens binnen de organisatie) gericht werd nagedacht. Aanvankelijk was het de bedoeling dat de centrale ruimte een belangrijke schakel zou vormen in het stedelijk voetgangersnetwerk van het centrum van Apeldoorn en station Apeldoorn naast dit gebouw te plaatsen. De beslissing van het stadsbestuur om daarvan af te zien, heeft volgens sommige stedenbouwkundigen afbreuk gedaan aan het gebouw, dat nog geruime tijd geïsoleerd heeft gestaan van andere kantoorgebouwen.
Een ander prominent voorbeeld van deze structuralistische aanpak, gerelateerd aan de menselijke schaal, zijn de Diagoonwoningen in Delft uit 1971. Deze werden onder de noemer experimentele woningbouw gerealiseerd dankzij financiële ondersteuning van de Stichting Experimentele Woningbouw (SEW).
Hoewel Hertzberger ook in de jaren daarna sterk vanuit het kleine naar het grote ontwierp, kregen ook de buitenkant van het gebouw en de manier waarop het zich verhoudt tot de context steeds meer aandacht. In de jaren tachtig en negentig liet Hertzberger vooral van zich horen door een aantal bijzondere scholen en theaters.
In de jaren negentig kwamen er ook opdrachten uit het buitenland (vooral Duitsland). Begin 2005 won zijn bureau een prijsvraag voor een nieuwe school in de buitenwijken van Rome.
Hertzberger ontving verschillende nationale en internationale prijzen en onderscheidingen, waaronder twee keer de scholenbouwprijs (2000 en 2004) en de Oeuvreprijs Architectuur van het Fonds BKVB in 2004. Eveneens in 2004 een Honorary Fellowship van het American Institute of Architects. Uit het juryrapport: "... he has changed the way other architects view large urban projects by his mastery of making places human in scale." In 2012 ontving hij als zesde Nederlandse architect de Royal Gold Medal van het Royal Institute of British Architects voor zijn bijdrage aan de architectuur. Hertzberger toonde zich blij verrast: "It's for me a small miracle that my not really sexy architecture is recognised, that the idea of, you may call it, social architecture is recognised."

CODA Apeldoorn

Het structuralisme van zijn vroege werk heeft hij sinds zijn ontwerp voor het Chassé Theater in Breda (1995) volledig van zich afgeschud. Met meer vrijheid hanteerde hij grote en kleine maten, maar de gebruikers van het gebouw zouden steeds uitgangspunt blijven. De ontwikkeling in zijn werk is goed te zien in Apeldoorn, waar naast zijn vroege hoogtepunt, Centraal Beheer (inclusief verbouwing uit 1995), in 2004 het CODA (Cultuur Onder Dak Apeldoorn) in gebruik werd genomen en in 2005 het vernieuwde en uitgebreide theater Orpheus zijn deuren opende.
Hertzberger wordt wel bekritiseerd vanwege het feit dat hij minder aandacht zou hebben voor de buitenkant van zijn gebouwen, omdat hij bij het ontwerpen meer geïnteresseerd is in de werking en de binnenkant van een gebouw, dan in de esthetiek van de gevels.
In 2012 werd hij door zijn collega's uitgeroepen tot beste Nederlandse architect, waarop hij zei: "Dit vak is een verslaving – en ik ben zwaar verslaafd."
Op 27 juni 2022 vond er een voorpremière plaats van The Proof of the Pudding  van Patrick Minks, Jaap Veldhoen en Wouter Snip, een documentaire over architect Herman Hertzberger en de transformatie van zijn Centraal Beheer-gebouw in Apeldoorn. In dit filmportret leren we Hertzberger kennen als een gedreven, humoristisch en bescheiden mens wiens sociale visie op architectuur nog altijd actueel is. Deze vond daarna plaats op vrijdag 1 juli in Theather Orpheus te Apeldoorn.

## Werk

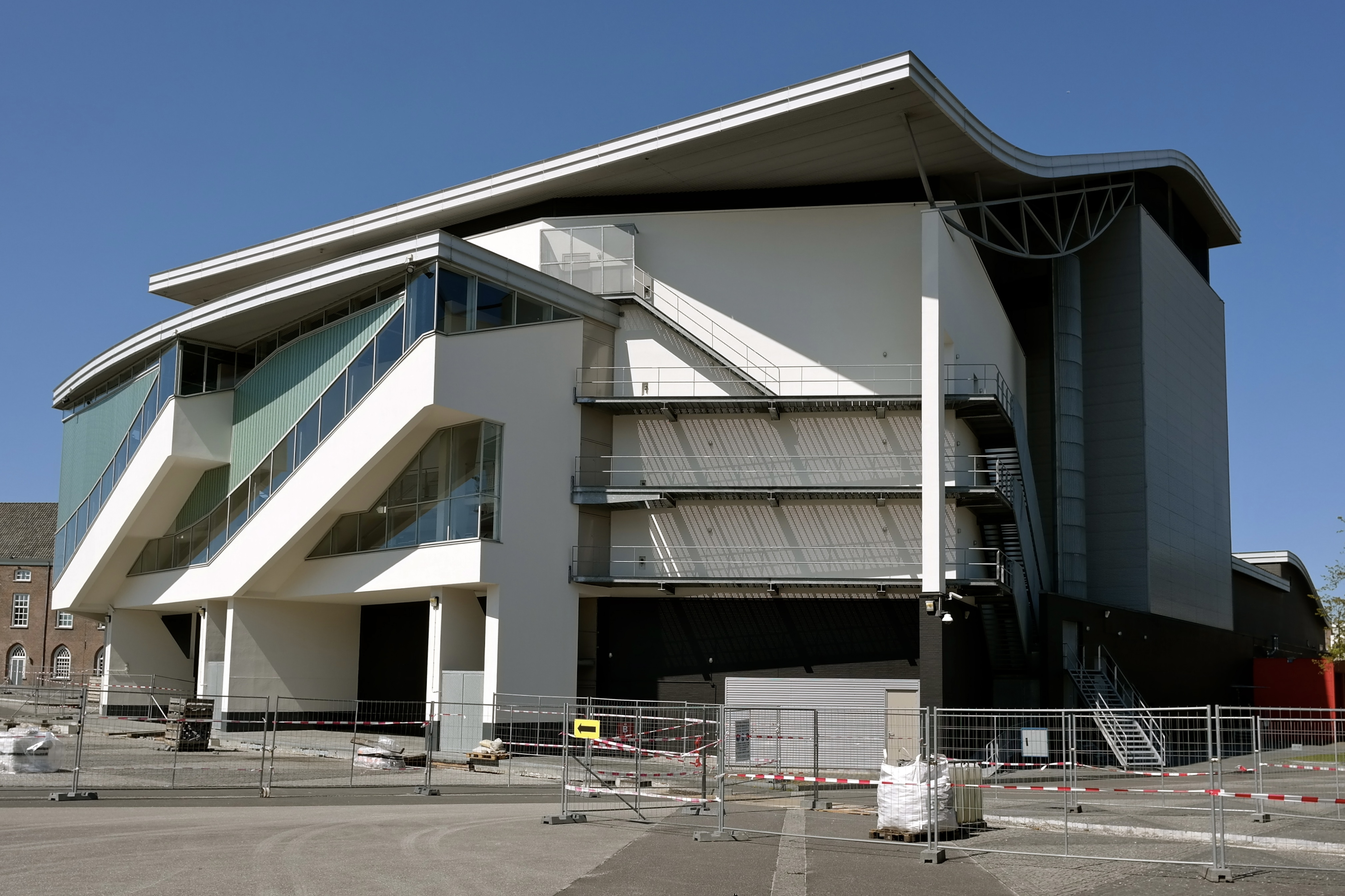
Chassé Theater in Breda

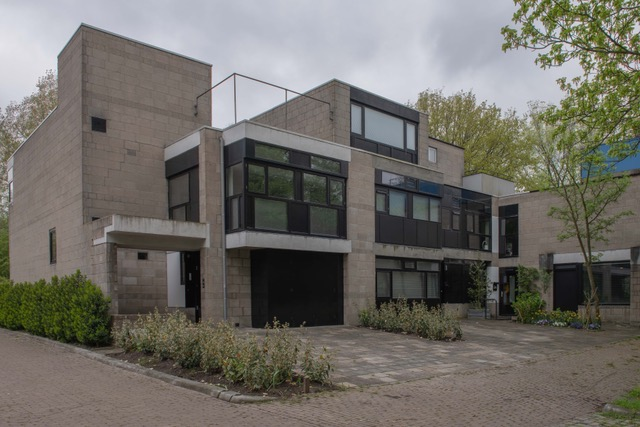
Diagoonwoningen, Delft

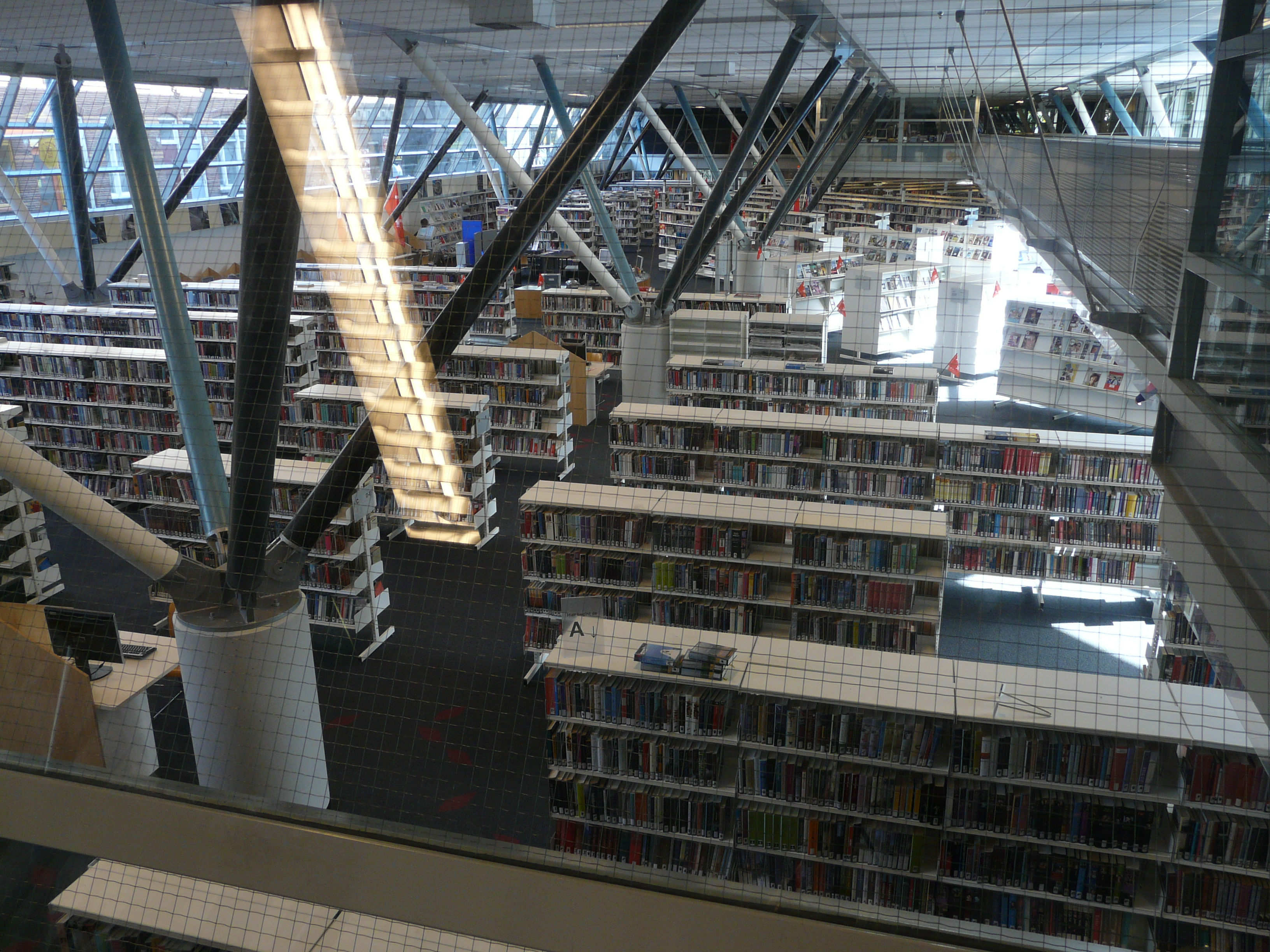
Bibliotheek Breda

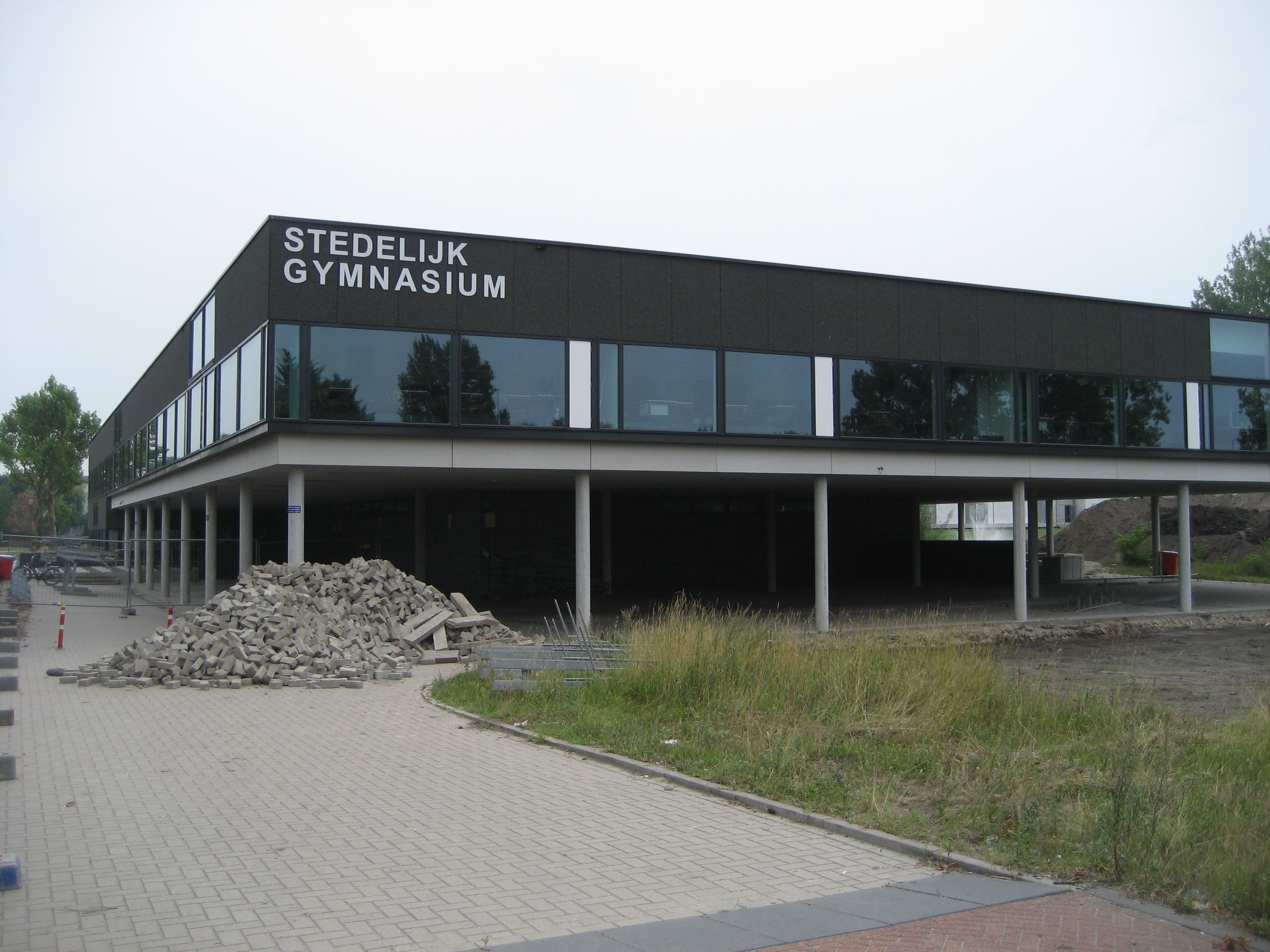
Gymnasium Leiden

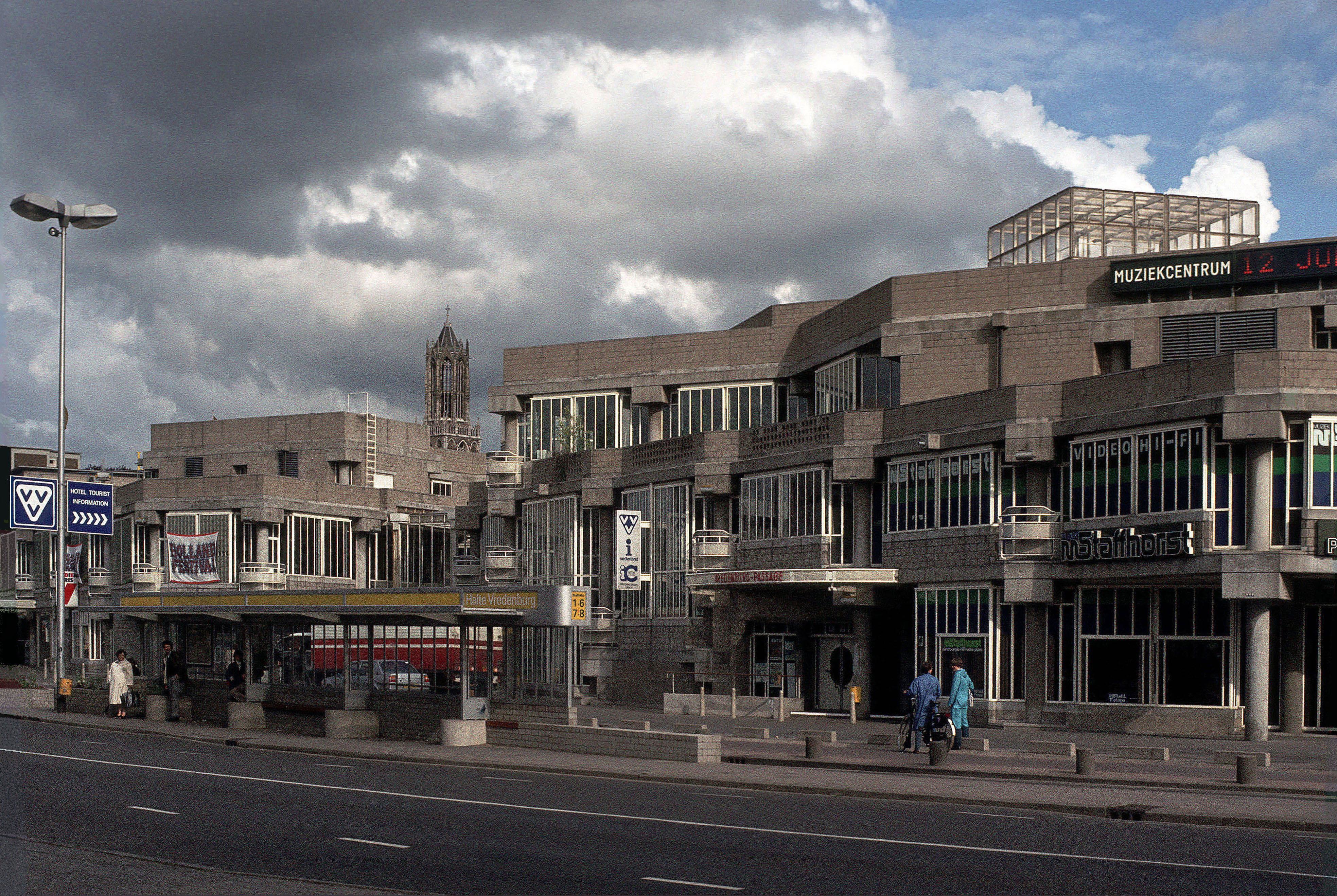
Muziekcentrum Vredenburg, Utrecht

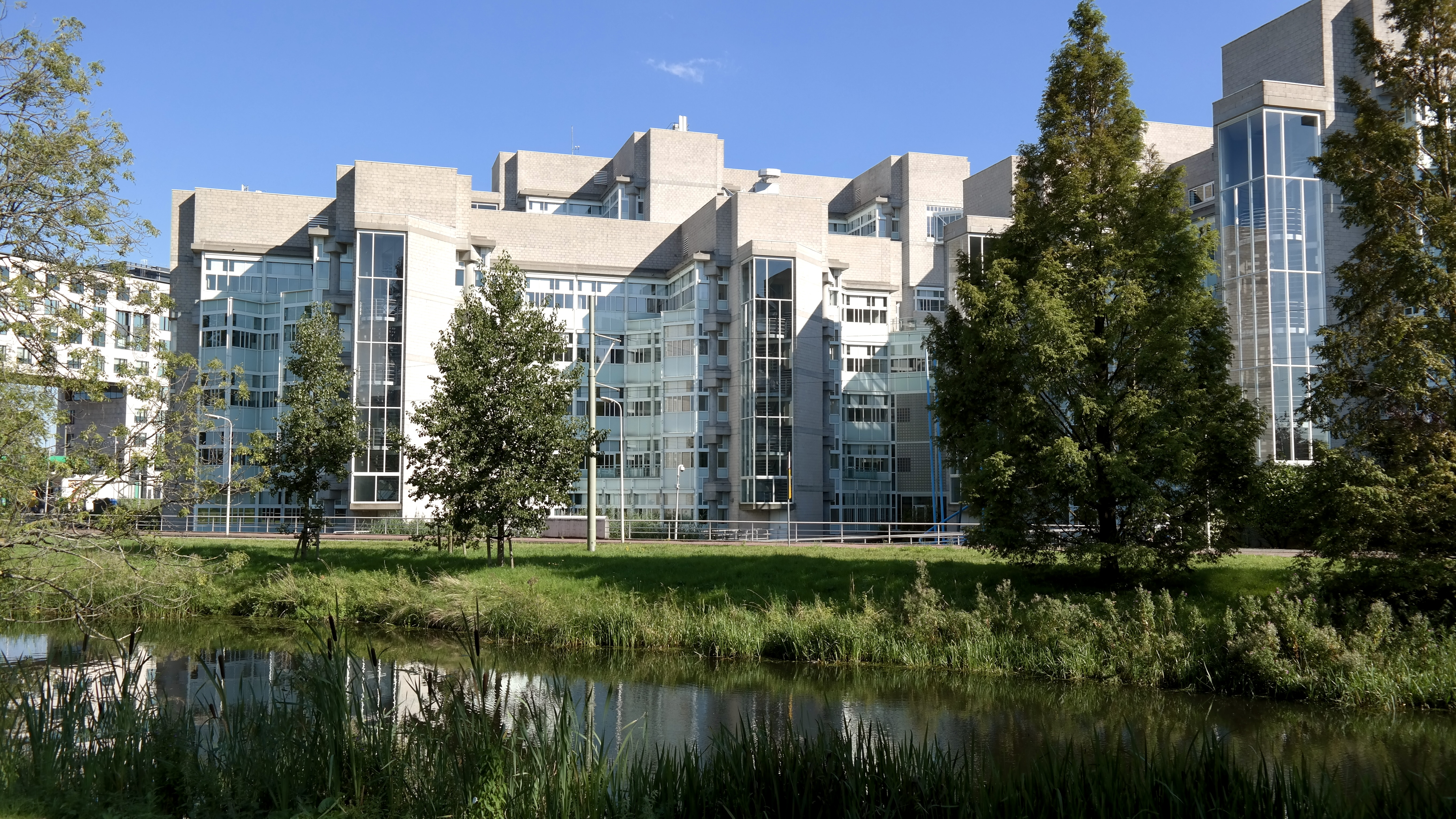
Voormalig Ministerie van Sociale Zaken en Werkgelegenheid, Den Haag

- Delftse Montessorischool, Delft (1960-1966, latere uitbreidingen in 1968-1970 en 1977-1981)
- Studentenhuis Weesperstraat, Amsterdam (1966)
- Diagoonwoningen, Delft (1971)
- kantoorgebouw Centraal Beheer, Apeldoorn (1972; uitbreiding 1995), (participatie kantoorgebouw)
- De Drie Hoven, gebouwencomplex voor bejaarden, Amsterdam (1974)
- Muziekcentrum Vredenburg, Utrecht (1978)
- twee scholen Apollolaan, Amsterdam (1983)
- Woongebouw LiMa, Berlijn (1986)
- nieuwbouw basisschool SAB (Schoolvereniging Aerdenhout Bentveld), Aerdenhout (1988)
- het toenmalige Ministerie van SZW, Den Haag (1990)
- Theater aan het Spui, Den Haag (1992)
- Openbare Bibliotheek Breda, Breda (1993)
- Benelux Bureau voor de Intellectuele Eigendom, Den Haag (1994)
- Chassé Theater, Breda (1995)
- Warenhuis Vanderveen, Assen (1997)
- YKK Gastenverblijf, Kurobe (Japan) (1998)
- woningbouw Prooijens Park en Veersche Poort, Middelburg (1999)
- Montessori College Amsterdam, Amsterdam (2000, scholenbouwprijs)
- kantoorgebouw Il Fiore, Céramique, Maastricht (2002)
- kantoorgebouw "Mediapark 4", Keulen (2001-2003)[8]
- Cultuur Onder Dak Apeldoorn (CODA), Apeldoorn (2004)
- Schouwburg Orpheus, Apeldoorn (2004)
- Middelbare School 'Titaan', Hoorn (2004, scholenbouwprijs)
- Multifunctioneel Centrum Presikhaven, Arnhem (2009)
- Stedelijk Gymnasium Leiden, Leiden (2010)
- NHL Hogeschool, Leeuwarden (2010)
- Raffaello basis- en middelbare school, Rome (2012)

## Werk in samenwerking
- Hoofdkantoor Waternet, Amsterdam (2005 met Laurens Jan ten Kate)
- Faculteit David de Wiedgebouw, Uithof campus Universiteit Utrecht, Utrecht (2011, met Laurens Jan ten Kate)
- TivoliVredenburg, Utrecht (2014, met Patrick Fransen (NOAHH), Thijs Asselbergs, Jo Coenen, NL Architects)
- Faculteit Flux, technische natuurkunde en electrical engineering TU/e, Eindhoven (2014, met Laurens Jan ten Kate)
- Twickel College, Hengelo (2016, met Laurens Jan ten Kate)